# Cloniophorus gracilis
Cloniophorus gracilis là một loài bọ cánh cứng trong họ Cerambycidae.